# Historia de Eritrea
La historia de Eritrea es la historia del territorio del actual estado de Eritrea. Hasta 1890 el nombre Eritrea sólo fue la versión italiana de la palabra griega "Erythraia", tomada del nombre que los antiguos griegos daban al Mar Rojo. Las tierras del país actualmente conocido como Eritrea pertenecían (o eran aliadas) de varios poderes e imperios durante diferentes épocas; entre ellos destaca la zona central del reino cristiano de Axum. Después de la llegada del islam en el siglo VII, los sultanatos islámicos aliados o directamente ligados al Califato Omeya y luego al Califato Abasida (imperios islámicos en Arabia) fueron sustituidos por el Imperio otomano y sus vasallos árabes de Egipto y Yemen. Otras regiones fueron aliadas, culturalmente influenciadas o directamente ligadas a los reinos de Abisinia.

## Historia antigua

### El Reino de Aksum
Eritrea compartió con el norte de Etiopía la historia de este poderoso reino cristiano, que según el profeta Mani fue una de las civilizaciones más importantes de su tiempo, junto con China, Roma y Persia.[cita requerida] El reino surgió en torno a la época de nacimiento de Jesucristo. Su lengua era el idioma ge'ez, muy parecido al tigriña y al tigre, hablados en la actual Eritrea, y cercanos al amhárico de Etiopía. A finales del siglo X es posible que el reino ya hubiese colapsado, aunque hay pocos datos fidedignos al respecto.

## La colonización italiana

África Oriental Italiana en 1934.

La colonia de Eritrea fue fundada por Italia en 1890 culminando un proceso de colonización que había empezado en 1869, justo después de la apertura del Canal de Suez. La empresa italiana de navegación Rubattino compró la Bahía de Assab a unos sultanes con el fin de construir un puerto de servicios para su flota comercial. El 10 de marzo de 1882 el gobierno italiano le compró esa tierra y, poco después, su ejército conquistó toda la costa hasta ocupar, el 5 de febrero de 1885, la ciudad portuaria de Massawa.

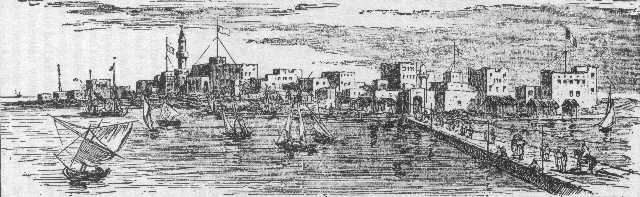
El puerto de Massawa fundado por los árabes, luego modernizado y expandido por los italianos, en un grabado del.

Ignorando protestas diplomáticas y sosteniendo confrontaciones abiertas con los pueblos indígenas y los otros poderes que tenían intereses en la zona (egipcios, turcos y el rey Juan IV de Etiopía), Italia proclamó la Colonia italiana de Eritrea el 1 de enero de 1890. 
La Eritrea italiana se convirtió en la primera colonia del Reino de Italia en África y recibió una numerosa colonia de italianos, que le dio un enorme desarrollo[cita requerida]. En el censo de 1939 había casi 100.000 italianos en Eritrea en una población total de un millón de habitantes, siendo la capital Asmara el centro de un desarrollo arquitectónico e industrial de primer orden en África.
Los italianos promovieron en Eritrea la Iglesia católica, desarrollaron la agricultura, la industria básica y el comercio, pero sobre todo crearon una infraestructura de carreteras, ferrocarriles, puertos, hospitales, etc. que es todavía fundamental en Eritrea[cita requerida]. El ferrocarril entre Asmara y Massaua, construido durante el Fascismo, es todavía uno de los principales en el "Cuerno de África". 
Los italianos se quedaron hasta 1941, cuando en el transcurso de la Segunda Guerra Mundial todas las colonias italianas fueron tomadas por los aliados, entre ellas Eritrea, que fue ocupada por Gran Bretaña.

### La administración británica tras la Segunda Guerra Mundial
Eritrea estuvo bajo la administración colonial de Gran Bretaña con el respaldo de la ONU hasta el 15 de septiembre de 1952.

### Federación y anexión a Etiopía

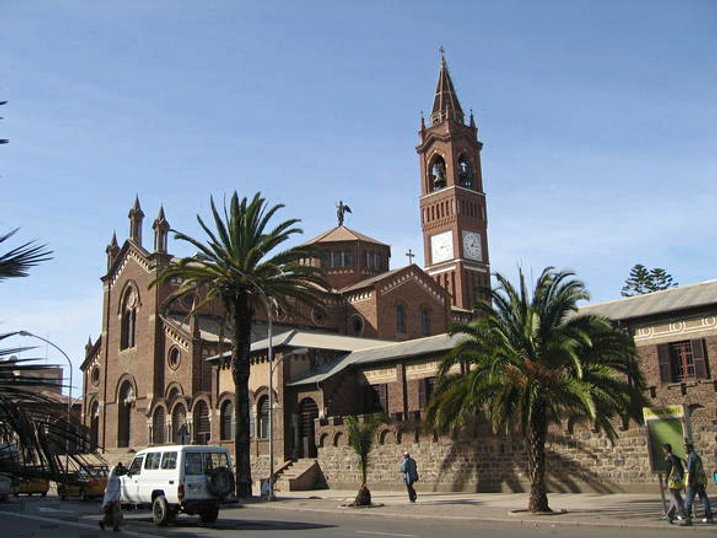
Iglesia de la Virgen del Rosario en Asmara, construida por los italianos en 1923.

Desde la partida de los ingleses hasta 1961, Eritrea fue un estado federado del Imperio etíope; luego pasó a ser una mera provincia. 

## Guerra de la independencia
El movimiento independentista se configuró inmediatamente en torno al Frente para la Liberación de Eritrea (FLE), (1961), cuyas actividades de resistencia se dirigieron contra las fuerzas armadas etíopes. En 1969, algunos de los miembros del FLE, desilusionados por su política islamista y conservadora, se separaron de éste y fundaron otro movimiento de resistencia contra la ocupación etíope: el Frente Popular para la Liberación de Eritrea (FPLE). A diferencia de su antecesor, el FPLE fue de corte socialista e igualitario, pues promovía la igualdad de género y de credo. Tras una breve guerra civil entre el FPLE y el FLE, el FPLE dominó el resto de la lucha por la independencia.
El surgimiento de un régimen militar de corte comunista en Etiopía en 1974 no modificó sustancialmente las relaciones entre los independentistas y el Estado etíope, pero sí conllevó varios hechos significativos: los veintitrés diputados eritreos renunciaron a sus escaños; se produjo una nueva ofensiva etíope con ayuda de la URSS, que arrinconó a la resistencia en el norte del país; y la capital Asmara quedó bajo el dominio del ejército etíope. A principios de los años 1970, cerca de 50.000 eritreos abandonaron el país por la utilización de napalm durante los ataques masivos del ejército etíope[cita requerida].
En 1977 las Naciones Unidas calcularon que hasta entonces el conflicto había dejado medio millón de desplazados, unos 20 000 muertos y cerca de 25 000 personas confinadas en campos de concentración. Las ofensivas etíopes en 1978, con ayuda de material bélico de la URSS, no consiguieron hacer retroceder a la guerrilla, que contaba con unos 35.000 milicianos.
En 1983 se produjo una ofensiva gubernamental para acabar con la resistencia, pero no dio el resultado esperado. En 1987, nuevamente se reconoció a Eritrea la condición de región autónoma, aunque el FPLE ya mantenía el control de casi todo el territorio de la actual Eritrea. En 1991, Issaías Afewerki, líder del FPLE, formó un gobierno provisional al margen del régimen etíope; ese año también se celebró en Londres una conferencia —en la que participaron los Estados Unidos— durante la cual se reconoció de hecho la nueva situación.

### Gobierno Provisional y Frente Popular por la Democracia y la Justicia
Estados Unidos desempeñó un papel facilitador en las conversaciones de paz en Washington durante los meses previos a la caída del régimen de Mengistu en mayo de 1991. A mediados de mayo, Mengistu dimitió como jefe del Gobierno etíope y se exilió en Zimbabue, dejando un gobierno interino en Addis Abeba. Habiendo derrotado a las fuerzas etíopes en Eritrea, las tropas del FPLE tomaron el control de su patria. Más tarde ese mes, Estados Unidos presidió conversaciones en Londres para formalizar el fin de la guerra. A estas conversaciones asistieron los cuatro principales grupos combatientes, incluido el FPLE.
Tras el colapso del gobierno de Mengistu, la independencia de Eritrea comenzó a atraer el interés y el apoyo influyentes de los Estados Unidos. El experto de Heritage Foundation Africa, Michael Johns, escribió que "hay algunas señales modestamente alentadoras de que el frente tiene la intención de abandonar las prácticas autocráticas de Mengistu".
Una delegación estadounidense de alto nivel también estuvo presente en Addis Abeba para la conferencia del 1 al 5 de julio de 1991 que estableció un gobierno de transición en Etiopía. El FPLE asistió a la conferencia de julio como observador y mantuvo conversaciones con el nuevo gobierno de transición sobre la relación de Eritrea con Etiopía. El resultado de esas conversaciones fue un acuerdo en el que los etíopes reconocieron el derecho de los eritreos a celebrar un referéndum sobre la independencia.
Aunque algunos cuadros del FPLE en un momento propugnaron una ideología marxista, el apoyo soviético a Mengistu había enfriado su ardor. La caída de los regímenes comunistas en la antigua Unión Soviética y el Bloque del Este los convenció de no adoptar dicho sistema. El FPLE se comprometió con establecer una forma democrática de gobierno y una economía de libre mercado en Eritrea. Estados Unidos acordó brindar asistencia tanto a Etiopía como a Eritrea, condicionada al progreso continuo hacia la democracia y los derechos humanos.
En mayo de 1991, el EPLF estableció el Gobierno Provisional de Eritrea (PGE) para administrar los asuntos de Eritrea hasta que se celebrara un referéndum sobre la independencia y se estableciera un gobierno permanente. El líder del FPLE, Afewerki, se convirtió en el jefe del PGE y el Comité Central del FPLE sirvió como su cuerpo legislativo.
Los eritreos votaron abrumadoramente a favor de la independencia entre el 23 y el 25 de abril de 1993 en un referéndum supervisado por la ONU. El resultado del referéndum fue del 99,83% a favor de la independencia de Eritrea. Las autoridades de Eritrea declararon a Eritrea un estado independiente el 27 de abril de 1993. Se reorganizó el gobierno y se amplió la Asamblea Nacional para incluir miembros del EPLF y no miembros del EPLF. La asamblea eligió a Isaias Afewerki como presidente. El FPLE se reorganizó como partido político, denominándose Frente Popular por la Democracia y la Justicia.

## Periodo como estado independiente
Pero los problemas no acabaron con la independencia. En 1994 se llegó a un acuerdo con Sudán respecto a la delimitación de las fronteras y al regreso de unos 115.000 refugiados de la guerra —de los 500.000 estimados por el gobierno sudanés— que se encontraban en su territorio. No obstante, las acusaciones entre Sudán y Eritrea sobre el entrenamiento de grupos rebeldes del otro país en sus territorios continuaron hasta 1994. Al mismo tiempo, surgió un conflicto con Yemen por las islas de Hanish en el Mar Rojo, llegándose a un acuerdo sobre su soberanía en 1996. Por otra parte, en 1997 y 1998 continuaban los conflictos fronterizos con Sudán que se resolvieron en una reunión celebrada en Catar.
En 1997, con la creación de la moneda nacional, el Nakfa, aparecieron tensiones económicas con Etiopía, las cuales desembocaron en una guerra de fronteras (Guerra entre Etiopía y Eritrea, iniciada en 1998), que empezó en el pueblo fronterizo de Badme. En marzo de 1999, gracias a la mediación de la OUA, de los Estados Unidos y de Ruanda, Eritrea y Etiopía aceptaron acabar con el conflicto, aunque poco después la guerra se reactivó debido a un ataque masivo de Etiopía en Eritrea (lanzado en el mismo día que las elecciones de Etiopía, el 17 de mayo de 2000). Las fuerzas de Etiopía lograron ocupar aproximadamente un cuarto del territorio eritreo, acabar con la mayor parte de la infraestructura, plantar minas en las huertas más fértiles del país y desplazar a más de un tercio de la población eritrea[cita requerida]. La ONU intervino en el conflicto interponiendo entre las partes 4500 cascos azules como fuerza de paz. El 12 de diciembre de 2002 se llegó a un acuerdo en Argelia, en el que se encargaba a la ONU la delimitación de fronteras. En abril de 2002, el Tribunal Internacional de Justicia de La Haya estableció los fronteras definitivas entre los dos países, condenando a Etiopía al pago de más de $800 millones de dólares en compensación a Eritrea por los daños causados. La resolución fue aceptada por Eritrea, pero rechazada por Etiopía. Por lo tanto, los cascos azules de la ONU siguieron patrullando la frontera dada la amenaza de un posible nuevo conflicto bélico. La cuestión fronteriza sigue en disputa, con Etiopía negándose a retirar su ejército de las posiciones en las áreas en disputa, incluida Badme.
La Misión de las Naciones Unidas en Etiopía y Eritrea (UNMEE en inglés) fue abandonada formalmente en julio de 2008, luego de experimentar serias dificultades para mantener a sus tropas luego de los cortes de combustible.
Además, las relaciones diplomáticas de Eritrea con Yibuti se cortaron brevemente durante la guerra fronteriza con Etiopía en 1998 debido a una disputa sobre la relación entre Yibuti con este último, pero se restauraron y normalizaron en 2000. Las relaciones vuelven a ser tensas debido a una disputa fronteriza. Asimismo, Eritrea y Yemen tuvieron un conflicto fronterizo entre 1996 y 1998 por las Islas Hanish y la frontera marítima, que fue resuelto en el año 2000 por la Corte Permanente de Arbitraje de La Haya.
Eritrea ha mejorado la atención de la salud y está en vías de alcanzar los Objetivos de Desarrollo del Milenio (ODM) en materia de salud, en particular la salud infantil. La esperanza de vida al nacer aumentó de 39,1 años en 1960 a 59,5 años en 2008; las tasas de mortalidad materna e infantil se redujeron drásticamente y la infraestructura de salud se expandió.
La inmunización y la nutrición infantil se han abordado trabajando en estrecha colaboración con las escuelas en un enfoque multisectorial; el número de niños vacunados contra el sarampión casi se duplicó en siete años, del 40,7 % al 78,5 %, y la prevalencia de niños con insuficiencia ponderal disminuyó un 12 % entre 1995 y 2002 (prevalencia de insuficiencia ponderal severa en un 28 %). La Unidad Nacional de Protección contra la Malaria del Ministerio de Salud registró reducciones en la mortalidad por malaria de hasta un 85% y en el número de casos de un 92% entre 1998 y 2006. El gobierno de Eritrea prohibió la mutilación genital femenina (MGF) y dijo que la práctica era dolorosa y ponía a las mujeres en riesgo de sufrir problemas de salud potencialmente mortales. Pese a los avances, la malaria y la tuberculosis siguen siendo comunes. La prevalencia del VIH entre los 15 y los 49 años supera el 2 %.
Debido a su frustración por el estancamiento del proceso de paz con Etiopía, el presidente de Eritrea, Isaías Afewerki, escribió una serie de once cartas al Consejo de Seguridad de la ONU y al secretario general, Kofi Annan. A pesar del Acuerdo de Argel, las relaciones tensas con Etiopía han continuado y han llevado a la inestabilidad regional. Su gobierno también ha sido condenado por supuestamente armar y financiar la insurgencia en Somalia; Estados Unidos está considerando etiquetar a Eritrea como un "Estado patrocinador del terrorismo".
En diciembre de 2007, aproximadamente 4000 soldados eritreos permanecían en la 'zona desmilitarizada' con otros 120 000 a lo largo de su lado de la frontera. Etiopía mantuvo 100.000 soldados a su lado.
En septiembre de 2012, el periódico israelí Haaretz publicó una exposición sobre Eritrea. Hay más de 40.000 refugiados eritreos en Israel. La ONG Reporteros sin Fronteras ha clasificado a Eritrea en último lugar en libertad de expresión desde 2007, incluso por debajo de Corea del Norte.
El motín del ejército de Eritrea de 2013 tuvo lugar el 21 de enero de 2013, cuando entre 100 y 200 soldados del ejército de Eritrea en la ciudad capital, Asmara, tomaron brevemente la sede de la emisora estatal, EriTV, y emitieron un mensaje exigiendo reformas y la liberación de los presos políticos.  El 10 de febrero de 2013, el presidente Isaias Afwerki comentó sobre el motín y lo describió como nada de qué preocuparse.
En septiembre de 2018, el presidente Isaias Afwerki y el primer ministro de Etiopía, Abiy Ahmed, firmaron un histórico acuerdo de paz entre ambos países.

### Patrimonio de la Humanidad por la UNESCO
El 8 de julio de 2017, toda la ciudad capital de Asmara fue catalogada como Patrimonio de la Humanidad por la UNESCO, y la inscripción tuvo lugar durante la 41.ª Sesión del Comité del Patrimonio Mundial.
La ciudad tiene miles de edificios Art Deco, futuristas, modernistas y racionalistas, construidos durante el período de la Eritrea italiana. La ciudad, apodada "La piccola Roma" ("Pequeña Roma"), se encuentra a más de 2000 metros sobre el nivel del mar, y fue un lugar ideal para la construcción de dichas edificaciones.